# Werner Simon (Theologe)
Werner Simon (* 15. März 1950 in Niederwalluf, Rheingaukreis) ist ein deutscher römisch-katholischer Theologe und Religionspädagoge.

## Leben
Werner Simon studierte nach dem Abitur an der Rheingauschule in Geisenheim von 1967 bis 1974 Latein, Geschichte und Katholische Theologie an der Johannes Gutenberg-Universität Mainz. 1974 legte er das Staatsexamen für das Lehramt an Gymnasien ab und erwarb 1975 das Diplom in Katholischer Theologie. Von 1977 bis 1985 war er Wissenschaftlicher Mitarbeiter, seit 1982 als Hochschulassistent am Seminar für Religionspädagogik, Katechetik und Fachdidaktik des Fachbereichs Katholische Theologie der Johannes Gutenberg-Universität Mainz. 1982 wurde er dort mit einer von Günter Stachel betreuten Dissertation promoviert. Von 1985 bis 1991 lehrte er als Professor für Religionspädagogik und Didaktik der Religionslehre am Seminar für Katholische Theologie und am Zentralinstitut für Unterrichtswissenschaften und Curriculumentwicklung der Freien Universität Berlin, von 1991 bis 2015 als Professor für Religionspädagogik, Katechetik und Fachdidaktik Religion an der Katholisch-Theologischen Fakultät der Johannes Gutenberg-Universität Mainz.

## Forschungsschwerpunkte
- DFG-Projekt: Bibliografie und wissenschaftsgeschichtliche Auswertung katechetischer und religionspädagogischer evangelischer wie katholischer Literatur 1750–1900 (mit Bernd Schröder)[3]
- Geschichte der Religionspädagogik / Geschichte der religiösen Bildung und Erziehung[3]
- Didaktik des schulischen Religionsunterrichts[3]
- Religionsunterricht und Katechese in den ostdeutschen Bundesländern[3]

## Mitgliedschaften und Herausgeberschaften
- Arbeitsgemeinschaft Katholische Religionspädagogik und Katechetik (AKRK). Mit Burkard Porzelt war Simon von 2001 bis 2012 Schriftleiter der von der AKRK herausgegebenen Zeitschrift Religionspädagogische Beiträge.
- Mitglied der Europäischen Arbeitsgemeinschaft für Katechese (EEC), von 1998 bis 2015 Vorstandsmitglied[4]
- Arbeitskreis für historische Religionspädagogik (AKHRP), seit 2007 gehört er dessen Sprecherrat an[4]
- Von 1995 bis 2011 gehörte er dem wissenschaftlichen Beirat der Zeitschrift Religionsunterricht an höheren Schulen an.
- Von 2000 bis 2006 war er Mitglied der Kommissionen des Katholisch-Theologischen Fakultätentages zur Reform der wissenschaftlichen Religionslehrerausbildung und zur Studienreform BA/MA.

## Schriften (Auswahl)
- Didaktik und Fachdidaktik Religion. Didaktische Grundpositionen und ihre Rezeption durch die Religionspädagogik (Religionspädagogisches Forum), Benziger, Zürich und Köln 1979, ISBN 3-545-26167-0 (gemeinsam mit Rainald Merkert)
- Inhaltsstrukturen des Religionsunterrichts. Eine Untersuchung zum Problem der Inhalte religiösen Lehrens und Lernens (Studien zur Praktischen Theologie; 27), Benziger, Zürich, Einsiedeln und Köln 1983, ISBN 3-545-21527-X
- Kirche in der Stadt. Glauben und glauben lernen heute, Morus, Berlin, Bernward, Hildesheim 1990, ISBN 3-87554-232-0 und ISBN 3-87065-557-7
- Lernorte des Glaubens. Glaubensvermittlung unter den Bedingungen der Gegenwart (Schriften der Katholischen Akademie in Berlin; 6), Morus, Berlin / Bernward, Hildesheim 1991, ISBN 3-87554-242-8 und ISBN 3-87065-592-5 (Mitherausgeber, gemeinsam mit Mariano Delgado)
- Weggemeinschaft mit den Menschen. Kirche in der Großstadt: Herausforderungen – Erfahrungen – Perspektiven, Morus, Berlin, Bernward, Hildesheim 1992, ISBN 3-87554-241-X und ISBN 3-87065-591-7 (Herausgeber)
- Bilanz der Religionspädagogik, Patmos, Düsseldorf 1995, ISBN 3-491-78470-0 (Mitherausgeber, gemeinsam mit Hans-Georg Ziebertz)
- Im Horizont der Geschichte. Religionspädagogische Studien zur Geschichte der religiösen Bildung und Erziehung (Forum Theologie und Pädagogik; 2), Lit, Münster 2001; ISBN 3-8258-4992-9
- meditatio. Beiträge zur Theologie und Religionspädagogik der Spiritualität. Günter Stachel zum 80. Geburtstag (Forum Theologie und Pädagogik; 4), Lit, Münster 2002, ISBN 3-8258-6035-3 (Herausgeber)
- Religionslehrerbildung an der Universität. Profession – Religion – Habitus (Forum Theologie und Pädagogik; 11), Lit, Münster 2005, ISBN 3-8258-8215-2 (gemeinsam mit Hans-Georg Ziebertz, Stefan Heil und Hans Mendl)
- „Rezeption“ und „Wirkung“ als Phänomene religiöser Bildung. Forschungsperspektiven und historiographische Fallstudien (Studien zur Religiösen Bildung; 18), Evangelische Verlagsanstalt, Leipzig  2018, ISBN 978-3-374-05397-1 (Mitherausgeber, gemeinsam mit Bernd Schröder und Peter Gemeinhardt)
- Spuren der Geschichte. Religionspädagogische Studien zur Geschichte der religiösen Bildung. Band 2 (Forum Theologie und Pädagogik; 24), Lit, Berlin 2018, ISBN 978-3-643-14158-3
- Katholische Katechetik, Religionspädagogik und Pädagogik im deutschen Sprachgebiet 1740-1918. Ein biographisch-bibliographisches Lexikon, Aschendorff, Münster 2021, ISBN 978-3-402-24771-6